# Николај Метонски
Николај Метонски је учествовао је на саборима у Цариграду 1156. и 1157. године, одржаним за време цара Манојла Комнена, који су се изјаснили поводом распри о евхаристијској жртви. Ђакон Сотирикос Пандевгенос, из Антиохије је учио да се жртва приноси само Оцу, зато што је Син Онај који приноси и који се приноси, а Отац је тај који је прима. Николај Метонски показује да стварност жртве, њено приношење и примање треба да се тумачи у икономији Спасења, која има Тројични карактер. Икономија Спасења јесте заједничко дело у коме учествују сва Лица Свете Тројице, мада свако Лице учествује различито. У том смислу жртва се приноси Светој Тројици, ради тога што Оваплоћени Син, Логос - Који је свештеник, жртва и Онај који приноси - није оставио Оца. Евхаристијска жртва није понављање жртве на крсту, јер Он Себе приноси, принет је, и Он такође прима. Према томе, Христос нас је спасао целом тајном икономије, а жртва је централна тачка те икономије. Жртва нема јуридички карактер или размену те у том смислу она није услов спасења, него је пре свега дело помирења и опроштаја, где Бог поново обнавља заједницу са Богом.